# Béatrice d'Albon
Pour les articles homonymes, voir Maison d'Albon et Albon (homonymie).
Béatrice ou Béatrix d'Albon, née en 1161 et morte le 16 décembre 1228 au château féodal de Vizille, est une dauphine de Viennois puis comtesse de Vienne, duchesse de Bourgogne, comtesse d'Albon, de Grenoble, d'Oisans et de Briançon (1162-1228).

## Biographie

### Origines
Béatrice, que l'on trouve également sous la forme Béatrix, est née en 1161,. Elle est la fille du dauphin Guigues V, de la maison d'Albon et de Béatrice, dite de Montferrat, selon Nicolas Chorier (elle serait ainsi la fille éventuelle de Guillaume V, marquis de Montferrat et de Judith de Babenberg).

### Régence du Dauphiné et mariage avec Albéric Taillefer de Toulouse
Sa grand-mère Marguerite de Bourgogne assure la régence jusqu'à son décès en 1164 et permet le mariage, à l'âge de 3 ans, de Béatrice avec Albéric Taillefer de Toulouse (1157-1183), second fils de Raymond V, comte de Toulouse et de Constance de France. Le jeune époux n'a que sept ans, mais c'est le neveu du roi Louis VII de France. On voit s'amorcer un rapprochement du Dauphiné, terre d'Empire, avec le royaume de France.
En 1167, c'est son oncle Alphonse de Toulouse, gouverneur du Dauphiné pour son neveu Albéric Taillefer, qui est en guerre contre Humbert III, comte en Maurienne, terminée par l'intervention de Pierre II de Tarentaise.
En 1183, peu avant sa mort, Taillefer, comte de Viennois et d'Albon, donne à St. Jean-Baptiste et aux frères de Durbon le pâturage pour leurs animaux, le libre passage dans ses domaines, il confirme en outre l'aumône de son père Raymond, duc de Narbonne, comte de Toulouse et marquis de Provence. Albéric Taillefer meurt sans postérité en 1183.

### Union avecHuguesIIIde Bourgogne
Le 1er septembre 1183, Béatrice épouse en secondes noces, à Saint-Gilles, un autre vassal du roi de France, Hugues III (1148 † 1192), duc de Bourgogne, qui devient comte d'Albon par son mariage. Il a des difficultés en 1184 avec l'évêque de Grenoble, Jean de Sassenage, sur des possessions territoriales et des droits de perception après son remariage avec Béatrice d'Albon. Il est cité comte de Grenoble, confirmant avec son épouse, des possessions au monastère de Tamié en 1185.
Les années suivantes, d'après le Regeste Dauphinois, ils font des dons à l' abbaye de la Bussière, l'église d'Oulx, à l'abbaye de Léoncel, à la commanderie de Beaune, l'abbaye Saint-Vivant de Vergy et aux religieux de Citeaux.
Hugues III prend part à la troisième croisade en 1190 et meurt à Acre en 1192.

### Troisième mariage avec Hugues de Coligny
Béatrice d'Albon épouse en troisièmes noces, avant 1202, un seigneur de Bresse, Hugues Ier (1170 † 1205), seigneur de Coligny,,.
Béatrice d'Albon meurt le 16 décembre 1228 au château féodal de Vizille,

## Famille
Béatrice d'Albon et Hugues III de Bourgogne ont trois enfants :
- André Dauphin, Guigues VI, parfois Guigues-André (1184 † 1237), comte d'Albon (1203) et dauphin de Viennois (1204), ∞ (1) Béatrix de Claustral ou Béatrice de Sabran(1182- après 1215), ∞ (2) Semnoresse ∞ (3) Béatrice de Montferrat ;
- Mathilde (1190 † 1242), ∞ (1214) Jean Ier l'Antique (1190 † 1267), comte de Chalon et d'Auxonne ;
- Anne ou Marguerite[1],[6](† 1243), ∞ (1222) Amédée IV (1197 † 1253), comte de Savoie.

Du troisième mariage, avec Hugues de Coligny, est issu une fille :
- Béatrice, mariée à Albert III de La Tour-du-Pin. Un de leurs huit enfants est Humbert Ier de la Tour du Pin (°v.1240-†1307), comte d'Albon, seigneur de La Tour du Pin et de Coligny, dauphin de Viennois en 1282 sous le nom de Humbert Ier de Viennois, marié le 31 août 1273 à sa petite-cousine Anne d'Albon (1255-1298), fille de Guigues VII de Viennois, dauphin de Viennois, et de Béatrice de Faucigny.

### Regeste dauphinois
1. ↑  Chevalier 1912-1926, Acte n°4159, T1, fascicules 1-3, p. 696.
2. ↑  Chevalier 1912-1926, Acte n°4281, T1, fascicules 1-3, p. 716.
3. ↑  Chevalier 1912-1926, Acte n°4862, T1, fascicules 1-3, p. 810.
4. 1 2  Chevalier 1912-1926, Acte n°4882, T1, fascicules 1-3, p. 813.
5. ↑  Chevalier 1912-1926, Acte n°4970, T1, fascicules 1-3, p. 827.
6. ↑  Chevalier 1912-1926, T1, fascicules 1-3.
7. ↑  Chevalier 1912-1926, Acte n°5772, T1, fascicules 1-3, p. 948.
8. ↑  Chevalier 1912-1926, Acte n°5907, T2, fascicules 4-6, p. 12.

### Autres références
1. 1 2 3 4 5 6  (en) Charles Cawley, « Beatrix d'Albon », sur Foundation for Medieval Genealogy-Medieval Lands (consulté en avril 2020).
2. 1 2  Alain Kersuzan, Défendre la Bresse et le Bugey - Les châteaux savoyards dans la guerre contre le Dauphiné (1282 - 1355), Lyon, Presses universitaires de Lyon, coll. « collection Histoire et Archéologie médiévales n°14 », 2005, 433 p. (lire en ligne), p. 22.
3. ↑  (en) Charles Cawley, « Guigues V », sur Foundation for Medieval Genealogy-Medieval Lands (consulté en avril 2020).
4. ↑  (en) Charles Cawley, « Guillaume de Montferrat », sur fmg.ac/MedLands (Foundation for Medieval Genealogy) (consulté en avril 2020).
5. ↑  (en) Charles Cawley, « Hugues de Coligny », sur Foundation for Medieval Genealogy-Medieval Lands (consulté en avril 2020).
6. ↑  Samuel Guichenon, Histoire généalogique de la royale maison de Savoie, chez Jean-Michel Briolo, 1660 (lire en ligne), p. 272 (Livres I & II).